# Kościół Wniebowzięcia Najświętszej Marii Panny w Borucinie
Kościół Wniebowzięcia NMP – katolicki kościół filialny, zlokalizowany w Borucinie, w gminie Okonek. Należy do parafii św. Jana Chrzciciela w Pniewie.

## Historia
Protestancki kościół z pruskiego muru istniał w Borucinie (wówczas Burzen) już w XVII wieku. W 1623 otrzymał pastora, który od 1711 mieszkał we wsi. Świątynia należała do synodu w Szczecinku i była filią kościoła w Ciosańcu (wówczas Hasenfier; od 1711). 
W 1908 świątynię z muru pruskiego zastąpiono ceglaną, która po pożarze została odbudowana w 1983 bez zachowania cech stylowych. Poświęcenie kościoła, jako katolickiego odbyło się 1 lutego 1984. Od 2006 wpisany, wraz z terenem przykościelnym, do rejestru zabytków.

## Architektura
Świątynia zlokalizowana jest w centrum wsi, pomiędzy drogami. Zbudowana z cegły w 1908, po pożarze w 1983, otynkowana. Zatarto wtedy cechy stylowe. Kościołowi towarzyszy bezstylowa kaplica przedpogrzebowa.

## Wyposażenie
Z wcześniejszego kościoła z pruskiego muru, zachowano następujące elementy:
- ołtarz z wystrojem oraz ambonę z późniejszą dekoracją snycerską, oba sygnowane przez Martena Heufenera w 1668 (w środkowym polu przedstawiono scenę Ukrzyżowania, a także postacie Jana Chrzciciela i jednego innego apostoła)[2].

## Galeria

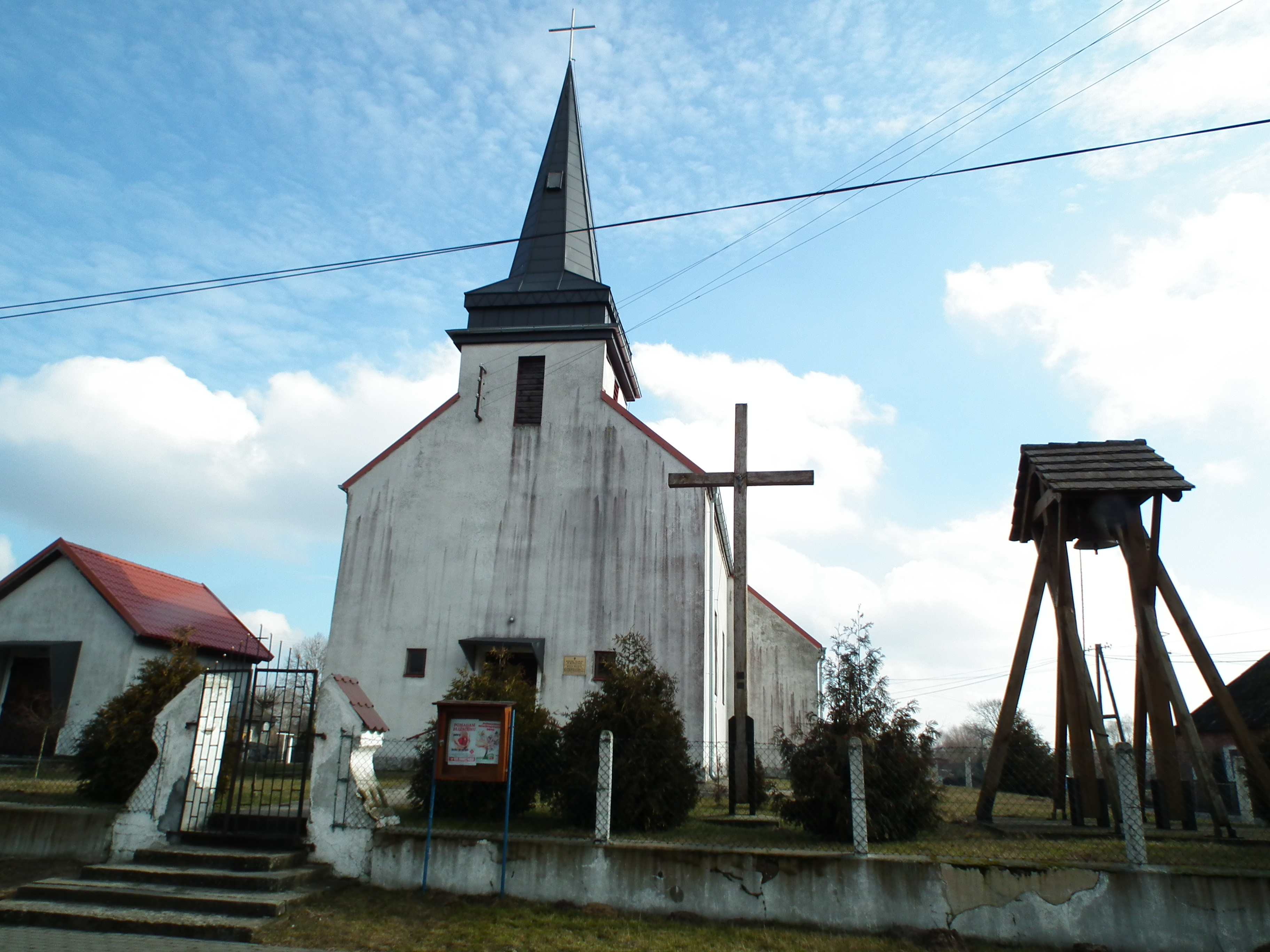
Fasada czołowa i dzwonnica
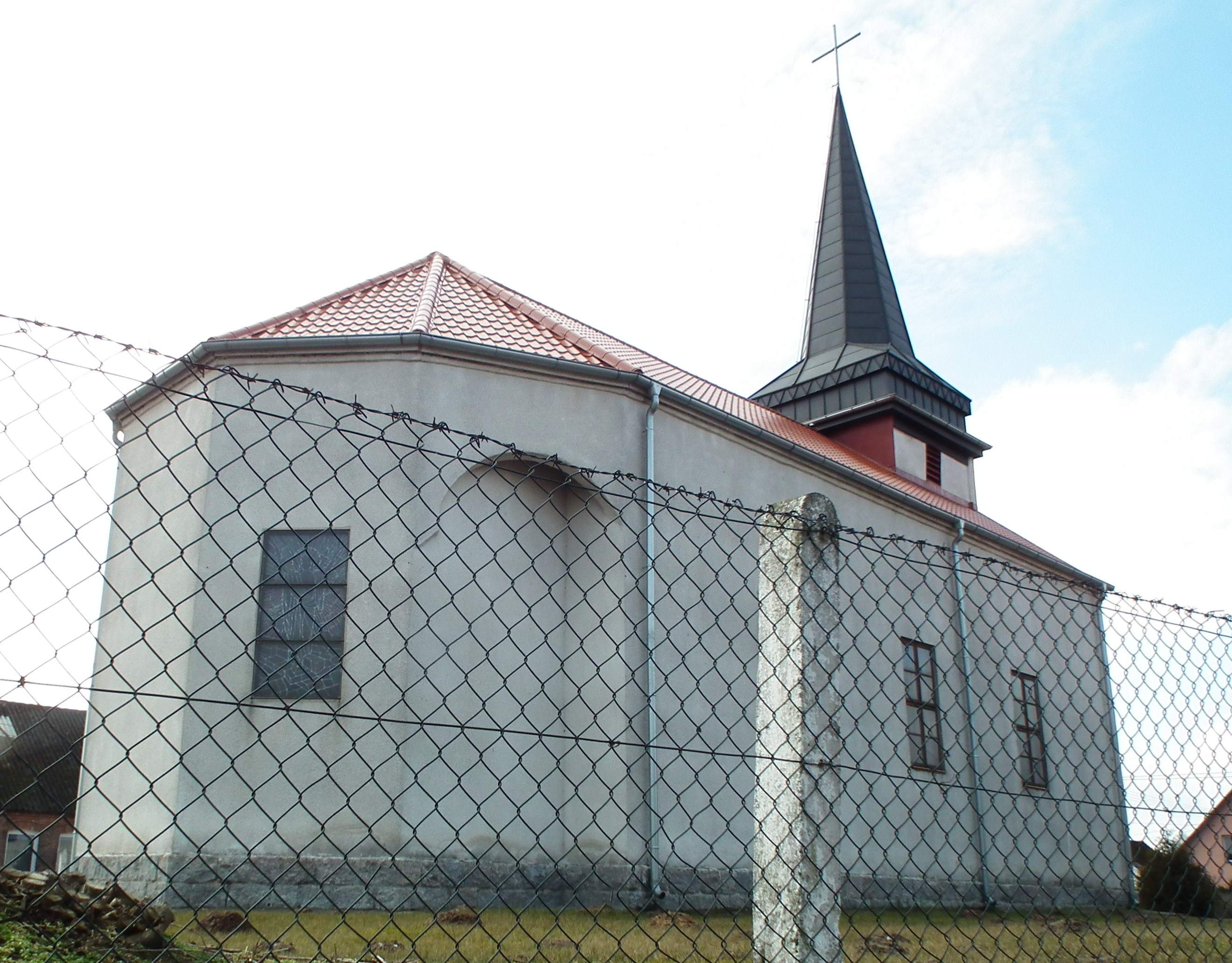
Prezbiterium
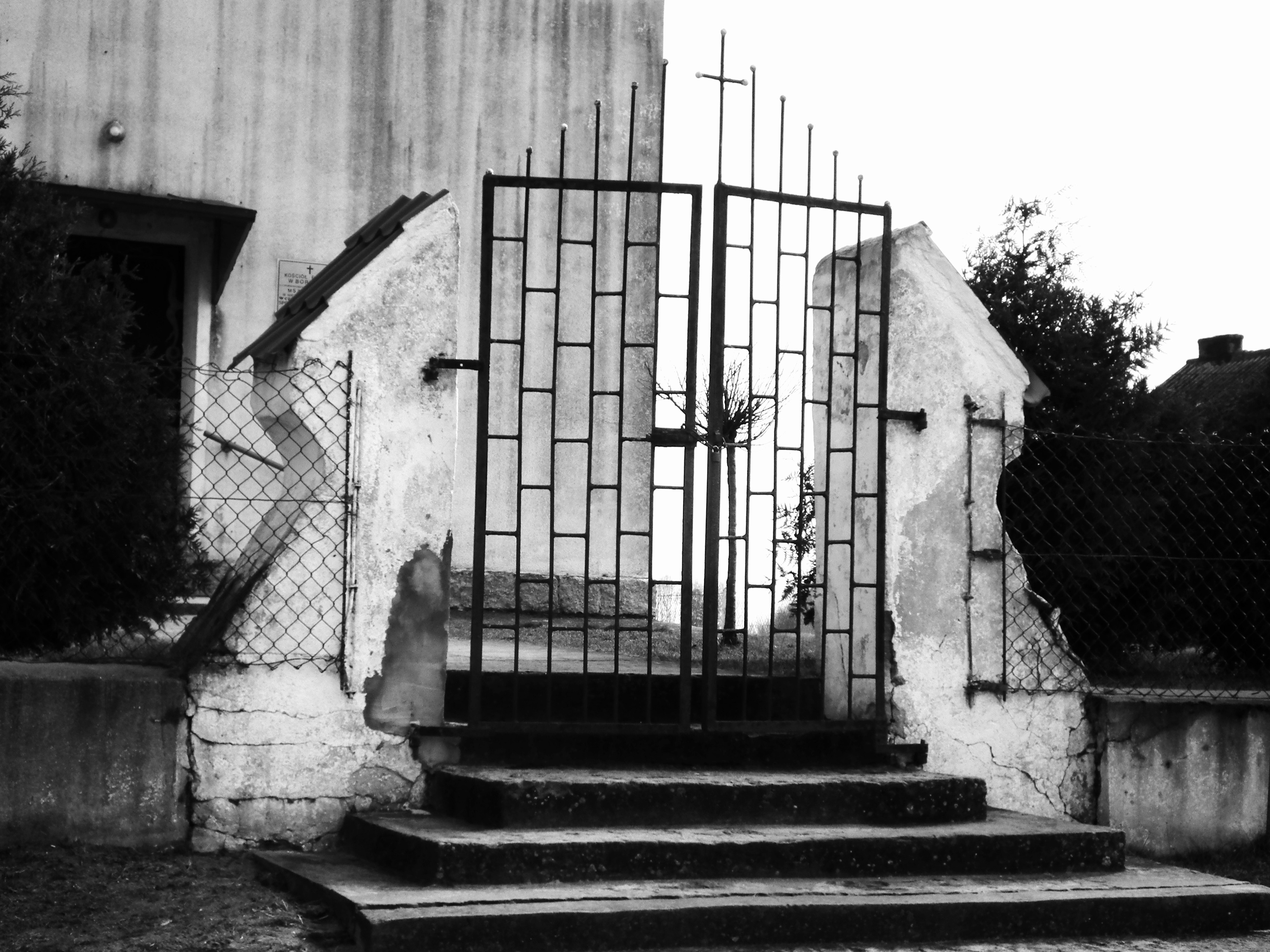
Brama